# Bandundu
Bandundu é uma cidade e capital da província de Cuílo, na República Democrática do Congo.

## Geografia
Bandundu está localizada na margem leste do rio Cuango, ao norte da junção do Cuango e do Cuílo, e 8 quilômetros ao sul da foz do Cuango no rio Cassai. Fica a cerca de 260 quilômetros de Quinxassa por via aérea, ou cerca de 400 quilômetros por estrada. Em 2009, Bandundu tinha uma população estimada de 133.080 habitantes.

## Histórico
Bandundu foi inicialmente denominada "Banningville" ou "Banningstad", em homenagem ao filósofo belga Émile Banning. Permaneceu com este nome até 1966, quando o processo de zairização alterou seu nome para Bandundu.
Em 1971, a cidade de Bandundu tornou-se a capital da província de Bandundu e depois da província de Cuílo.